# Looking Glass (capo indiano)
Looking Glass (nome indiano: Allalimya Takanin; 1832 – 5 ottobre 1877) è stato uno dei capi dei Nasi Forati, nonché uno dei principali strateghi militari della sua tribù.
Durante la guerra dei Nasi Forati, nel 1877, guidò insieme a Capo Giuseppe la ritirata del suo popolo dall'Oregon fino al Montana, nella speranza di superare il confine statunitense per cercare asilo in Canada. Looking Glass era a capo della banda degli Alpowai, che includeva le comunità degli Asotin, degli Alpowa e dei Sapachesap.
Il suo nome deriva da quello del padre, Apash Wyakaikt, figura di spicco e leader dei Nasi Forati noto anche con il nome di Ippakness Wayayken ("Specchio intorno al collo").
Morì durante la battaglia di Bear Paw il 5 ottobre del 1877.